# Takeda-no-miya
La Takeda (竹田) ōke (maison princière) était la dixième et plus jeune branche de la famille impériale japonaise, créée à partir de branches de la maison Fushimi-no-miya.
La maison Takeda-no-miya fut formée par le prince Tsunehisa, fils aîné du prince Kitashirakawa Yoshihisa (second Kitashirakawa-no-miya). Il reçut le titre de prince Takeda (Takeda-no-miya) et l'autorisation de fonder une nouvelle branche de la famille impériale en 1906.
|   | Nom                                                                   | Naissance | Succession | Retraite | Mort |
| - | --------------------------------------------------------------------- | --------- | ---------- | -------- | ---- |
| 1 | Prince Takeda Tsunehisa (竹田宮 恒久王, Takeda-no-miya Tsunehisa-ō)   | 1882      | 1906       | .        | 1919 |
| 2 | Prince Tsuneyoshi Takeda (竹田宮 恒徳王, Takeda-no-miya Tsuneyoshi-ō) | 1909      | 1919       | 1947     | 1992 |
| 3 | Takeda Tsunehisa (竹田 恒正, Takeda Tsunetada)                        | 1940      | 1992       | .        | .    |

## Source de la traduction
- (en) Cet article est partiellement ou en totalité issu de l’article de Wikipédia en anglais intitulé « Takeda-no-miya » (voir la liste des auteurs).